# BBCワールドワイド
BBCワールドワイド（BBC Worldwide、BBCW）はかつて英国放送協会（BBC）傘下のテレビ番組制作・配給会社。

## 概要
1995年に「BBCエンタープライズ」として設立された。現在はテレビチャンネルの運営をはじめ、テレビ番組の配給・番組フォーマット事業を行っている。また、大自然や博物学に特化したコンテンツ『BBC EARTH』を世界各地に配給していた。2018年、BBCスタジオズとの吸収合併で消滅。なお、日本では子会社のBBCワールドワイドジャパンが事業展開を行っていた。

## 運営チャンネル
- BBCアメリカ
- BBCカナダ
- BBCエンターテインメント
- BBC HD
- BBC Kids
- BBC Knowledge
- BBC Lifestyle
- CBeebies
- BBC EARTH（英語版） - ドキュメンタリーの会員制有料テレビチャンネル。

## 配給番組
- BBC EARTH（英語版） - 大自然や博物学に特化したコンテンツを世界各地に配給するBBCの番組ブランド。